# Nhánh nông của thần kinh trụ
Nhánh nông của thần kinh trụ (tiếng Anh: superficial branch of the ulnar nerve) là nhánh tận của thần kinh trụ. Nhánh chi phối cơ gan tay nông và da ở phía trụ (phía trong) của bàn tay. Nhánh phân chia thành thần kinh gan ngón tay chung và thần kinh gan ngón tay riêng.
Các nhánh gan ngón tay riêng chi phối ngón tay tương tự như các nhánh tương ứng phát sinh từ thần kinh giữa.